# Evalea amchitkana
Evalea amchitkana är en snäckart som först beskrevs av Dall och Bartsch 1909.  Evalea amchitkana ingår i släktet Evalea och familjen Pyramidellidae. Inga underarter finns listade i Catalogue of Life.